# Gil Blumenshtein
Gil Blumenshtein (hebräisch גיל בלומנשטיין) (* 21. Mai 1990 in Netanja) ist ein israelischer ehemaliger Fußballspieler.

## Karriere

### Jugend
Blumenshtein begann seine Karriere mit Beitar Nes Tubruk und wechselte im Sommer 2004 in die Jugend des FC Villarreal. Nach zwei Jahren in der Jugend des FC Villarreal kehrte er zur Saison 2006/07 nach Israel zurück und unterschrieb bei Hapoel Ironi Rishon LeZion FC, wo er nur ein Jahr blieb. Im Sommer 2007 absolvierte er beim Probetraining in Belgien mit dem KAA Gent und bekam einen Vertrag, allerdings kam er nicht über die Reservistenrolle hinaus und kehrte im Dezember 2007 nach Israel zurück, wo er bei Maccabi Netanja unterschrieb.

### Profi-Karriere
Im Sommer 2008 unterschrieb Blumenshtein seinen ersten Profi-Vertrag bei Maccabi Petah Tikva kam allerdings zu keinen Profi-Einsatz. Es folgte nach dieser erfolglosen ersten Profi-Saison ein Wechsel zum Liga-Rivalen Hapoel Be’er Scheva, wo er am 26. September 2009 gegen Maccabi Petah Tikva sein Senioren-Debüt feierte. Am 5. Juli 2010 absolvierte er erfolgreich ein Probetraining beim schottischen Scottish-Premier-League-Verein Inverness Caledonian Thistle. ER erhielt einen Einjahresvertrag, wurde aber in der Saison nur in fünf Meisterschaftsspielen eingesetzt.
Im Sommer 2011 begab er sich in Deutschland auf Vereinssuche und absolvierte bei SG Dynamo Dresden und beim TSV 1860 München ein Probetraining. Er wurde nicht verpflichtet und schloss sich in seiner Heimat Ramat HaSharon an. Bis zu seinem Karriereende spielte er bei Vereinen der zweiten und dritten israelischen Liga, ohne sich dauerhaft durchsetzen zu können.

## Staatsangehörigkeit
Neben dem israelischen Pass besitzt Blumenshtein auch den polnischen Reisepass.